# Linea principale San'yō
La linea principale San'yō (山陽本線?, San'yō-honsen) è una delle principali ferrovie del Giappone, gestita dalla Japan Railways Group e collega il Kansai con il Kyūshū costeggiando il Mare interno di Seto nella parte sud dell'isola di Honshū. Lungo il percorso passa anche il Sanyō Shinkansen dal 1972, l'omologo treno ad alta velocità. Il nome Sanyō deriva invece dall'antica strada del Sanyōdō, la strada lungo la strada illuminata dal sole delle montagne. 
La ferrovia è operata da JR West per gran parte della sua lunghezza, e da JR Kyushu per un breve tratto sull'isola di Kyūshū. Vicino al capolinea iniziale di Kōbe si snoda la linea Wadamisaki, considerata una breve diramazione di 2,7 km.
- JR West nel segmento Kōbe―Shimonoseki (528,1 km più la diramazione Wadamisaki)
- JR Kyushu nel segmento Shimonoseki―Moji (6,3 km)

## Storia
La prima parte della linea fu inizialmente realizzata dalla società privata "Ferrovia Sanyō" (da non confondere con le Ferrovie Elettriche Sanyō) fra gli anni ottanta del 1800 e il 1901. La sezione fra Hyōgo e Akashi venne aperta nel 1888, ed estesa a est, fino a Kōbe, e a ovest, fino a Tatsuno, nel 1889. La linea venne gradualmente estesa quindi verso ovest, fino a raggiungere la stazione di Bakan (l'attuale stazione di Shimonoseki) nel 1901. Sotto l'atto per la nazionalizzazione delle ferrovie del 1906 la linea venne comprata dal governo giapponese e rinominata 'Linea principale San'yō.
La linea corre in gran parte lungo le coste del mare interno, ma alcuni segmenti sono stati accorciati da tunnel. Nel 1934 venne inaugurata la linea Gantoku fra Iwakuni e Tokuyama che sostituì il percorso lungo il mare. Tuttavia nel 1944 la precedente linea costiera venne raddoppiata e tornò a essere parte del tragitto fondamentale. 
La linea San'yō era collegata al Kyūshū attraverso un servizio di traghetti partenti dalla stazione di Shimonoseki Porto, ma nel 1942 venne completato il tunnel Kanmon sotto lo stretto di Kanmon, che permise alla linea di essere estesa fino alla stazione di Moji nel Kyūshū. 
Ad eccezione della diramazione Wadamisaki, la linea venne interamente elettrificata entro il 1964, l'anno dell'apertura del Tōkaidō Shinkansen per permettere a diversi treni espressi di uscire dalla stazione di Shin-Ōsaka verso il Kyūshū. Lo Shinkansen venne poi esteso sulla tratta Sanyō nel 1972, con la prima tratta fra Shin-Ōsaka e Okayama, e quindi fino ad Hakata nel 1975. Dopo quest'anno la linea diminuì in importanza, e rimase per lo più relegata a trasporti locali e merci.

## Stazioni

### Da Kōbe a Himeji (Linea JR Kōbe)
L'inizio della linea fa parte della linea JR Kōbe, appartenente al trasporto pubblico integrato della grande Osaka.

### Da Himeji a Itozaki
Ra: Rapido (快速?, Kaisoku)
RS: Rapido Speciale (新快速?, Shin-Kaisoku)
SL: Rapido Sun Liner (快速サンライナー?, Kaisoku Sanrainā)
- Tutti i treni fermano alle stazioni indicate da "●". Alcuni treni fermano in corrispondenza di "◎". Nessun treno (ad eccezione dei locali) ferma a "-".
- I treni rapidi provenienti da Osaka/Kobe diventano locali da Akashi in poi (verso ovest)
- I Rapidi Sun Liner diventano locali eccetto nella sezione fra Okayama e Fukuyama.
- I treni rapidi dell'area urbana di Hiroshima fermano in tutte le stazioni di questa sezione. Diventano locali da Okayama in poi verso est.

| Nome Stazione                | Giapponese | Distanza totale | Ra      | RS      | SL      | Collegamenti | Posizione                  | Posizione |
| JR West                      | JR West    | JR West         | JR West | JR West | JR West | JR West | JR West                    | JR West   |
| ---------------------------- | ---------- | --------------- | ------- | ------- | ------- | --- | -------------------------- | --------- |
| Himeji                       | 姫路       | 54.8            | ●       | ●       |         | Linea Bantan Linea Kishin Linea JR Kōbe Sanyō Shinkansen Linea Sanyō principale (Sanyō Himeji)                                             | Himeji                     | Hyōgo     |
| Agaho                        | 英賀保     | 59.4            | ●       | ●       |         | | Himeji                     | Hyōgo     |
| Harima-Katsuhara             | はりま勝原 | 62.2            | ●       | ●       |         | | Himeji                     | Hyōgo     |
| Aboshi                       | 網干       | 65.1            | ●       | ●       |         | | Himeji                     | Hyōgo     |
| Tatsuno                      | 竜野       | 71              | ●       | ●       |         | | Tatsuno                    | Hyōgo     |
| Aioi                         | 相生       | 75.5            | ●       | ●       |         | Linea Akō Sanyō Shinkansen | Aioi                       | Hyōgo     |
| Une                          | 有年       | 83.1            | ●       | ●       |         | | Akō                        | Hyōgo     |
| Kamigōri                     | 上郡       | 89.6            | ●       | ●       |         | Linea Chizu Express | Kamigōri, Distretto di Akō | Hyōgo     |
| Mitsuishi                    | 三石       | 102.4           |         |         |         | | Bizen                      | Okayama   |
| Yoshinaga                    | 吉永       | 109.5           |         |         |         | | Bizen                      | Okayama   |
| Wake                         | 和気       | 114.8           |         |         |         | | Wake, Wake                 | Okayama   |
| Kumayama                     | 熊山       | 119.4           |         |         |         | | Akaiwa                     | Okayama   |
| Mantomi                      | 万富       | 123.5           |         |         |         | | Higashi-ku Okayama         | Okayama   |
| Seto                         | 瀬戸       | 128.0           |         |         |         | | Higashi-ku Okayama         | Okayama   |
| Jōtō                         | 上道       | 132.7           |         |         |         | | Higashi-ku Okayama         | Okayama   |
| Higashi-Okayama              | 東岡山     | 136.1           |         |         |         | Linea Akō | Naka-ku Okayama            | Okayama   |
| Takashima                    | 高島       | 138.9           |         |         |         | | Naka-ku Okayama            | Okayama   |
| Nishigawara                  | 西川原     | 140.8           |         |         |         | | Naka-ku Okayama            | Okayama   |
| Okayama                      | 岡山       | 143.4           |         |         | ●       | Linea Kibi Sanyō Shinkansen Linea Tsuyama Linea Uno (Linea Seto-Ōhashi) ■ Linea Higashiyama ■ Linea Seikibashi (entrambe a Okayama-Ekimae) | Kita-ku Okayama            | Okayama   |
| Scalo merci di Nishi-Okayama | 西岡山(貨) | 145.9           |         |         | -       | | Kita-ku Okayama            | Okayama   |
| Kitanagase                   | 北長瀬     | 146.8           |         |         | -       | | Kita-ku Okayama            | Okayama   |
| Niwase                       | 庭瀬       | 149.9           |         |         | -       | | Kita-ku Okayama            | Okayama   |
| Nakashō                      | 中庄       | 154.6           |         |         | -       | | Kurashiki                  | Okayama   |
| Kurashiki                    | 倉敷       | 159.3           |         |         | ●       | Linea Hakubi Linea Principale Mizushima (Kurashikishi)                                                                                     | Kurashiki                  | Okayama   |
| Nishiachi                    | 西阿知     | 163.3           |         |         | -       | | Kurashiki                  | Okayama   |
| Shin-Kurashiki               | 新倉敷     | 168.6           |         |         | ●       | Sanyō Shinkansen | Kurashiki                  | Okayama   |
| Konkō                        | 金光       | 174.9           |         |         | ◎       | | Asakuchi                   | Okayama   |
| Kamogata                     | 鴨方       | 178.4           |         |         | ◎       | | Asakuchi                   | Okayama   |
| Satoshō                      | 里庄       | 182.4           |         |         | ◎       | | Satoshō, Asakuchi          | Okayama   |
| Kasaoka                      | 笠岡       | 187.1           |         |         | ●       | | Kasaoka                    | Okayama   |
| Daimon                       | 大門       | 194.2           |         |         | -       | | Fukuyama                   | Hiroshima |
| Higashi-Fukuyama             | 東福山     | 197.5           |         |         | -       | | Fukuyama                   | Hiroshima |
| Fukuyama                     | 福山       | 201.7           |         |         | ●       | Linea Fukuen Sanyō Shinkansen | Fukuyama                   | Hiroshima |
| Bingo-Akasaka                | 備後赤坂   | 207.5           |         |         |         | | Fukuyama                   | Hiroshima |
| Matsunaga                    | 松永       | 212.4           |         |         |         | | Fukuyama                   | Hiroshima |
| Higashi-Onomichi             | 東尾道     | 215.3           |         |         |         | | Onomichi                   | Hiroshima |
| Onomichi                     | 尾道       | 221.8           |         |         |         | | Onomichi                   | Hiroshima |
| Itozaki                      | 糸崎       | 230.9           |         |         |         | | Mihara                     | Hiroshima |

### Da Itozaki a Tokuyama (area metropolitana di Hiroshima)
Tutti i treni fermano alle stazioni indicate da "●" e saltano quelle indicate da "-" (ad eccezione dei treni locali).
I treni del Servizio Rapido partono dai sobborghi a Hiroshima la mattina e viceversa la sera.
| Itozaki                  | 糸崎               | 230.9 |   |                                                                                             | Mihara               | Hiroshima |
| Mihara                   | 三原               | 233.3 |   | Linea Kure, Sanyō Shinkansen                                                                | Mihara               | Hiroshima |
| Hongō                    | 本郷               | 242.8 |   |                                                                                             | Mihara               | Hiroshima |
| Kōchi                    | 河内               | 255.1 |   |                                                                                             | Higashihiroshima     | Hiroshima |
| Nyūno                    | 入野               | 259.5 |   |                                                                                             | Higashihiroshima     | Hiroshima |
| Shiraichi                | 白市               | 263.9 |   |                                                                                             | Higashihiroshima     | Hiroshima |
| Nishitakaya              | 西高屋             | 268.3 |   |                                                                                             | Higashihiroshima     | Hiroshima |
| Saijō                    | 西条               | 272.9 | ● |                                                                                             | Higashihiroshima     | Hiroshima |
| Hachihommatsu            | 八本松             | 278.9 | ● |                                                                                             | Higashihiroshima     | Hiroshima |
| Seno                     | 瀬野               | 289.5 | - | Skyrail Midorizakae (Midoriguchi)                                                           | Aki-ku, Hiroshima    | Hiroshima |
| Nakanohigashi            | 中野東             | 292.4 | - |                                                                                             | Aki-ku, Hiroshima    | Hiroshima |
| Aki-Nakano               | 安芸中野           | 294.4 | - |                                                                                             | Aki-ku, Hiroshima    | Hiroshima |
| Kaitaichi                | 海田市             | 298.3 | ● | Linea Kure                                                                                  | Kaita, Aki           | Hiroshima |
| Mukainada                | 向洋               | 300.6 | - |                                                                                             | Fuchū, Aki           | Hiroshima |
| Tenjingawa               | 天神川             | 302.4 | - |                                                                                             | Minami-ku, Hiroshima | Hiroshima |
| Scalo merci di Hiroshima | 広島貨物ターミナル | 303.1 | - |                                                                                             | Minami-ku, Hiroshima | Hiroshima |
| Hiroshima                | 広島               | 304.7 | ● | ■ Linea 1, ■ Linea2, ■ Linea 5, ■ 6; Linea Hiroden principale Linea Geibi, Sanyō Shinkansen | Minami-ku, Hiroshima | Hiroshima |
| Shin-Hakushima           | 新白島             | 306.5 | ● | ■ Linea Astram Linea Kabe                                                                   | Naka-ku, Hiroshima   | Hiroshima |
| Yokogawa                 | 横川               | 307.7 | ● | ■ Route 7 and ■ 8; Linea Hiroden Yokogawa Linea Kabe                                        | Nishi-ku, Hiroshima  | Hiroshima |
| Nishi-Hiroshima          | 西広島             | 310.2 | ● | ■ Linea 2 and ■ 3; Main Line and Hiroden Miyajima Line (Hiroden-nishi-hiroshima)            | Nishi-ku, Hiroshima  | Hiroshima |
| Shin-Inokuchi            | 新井口             | 314.4 | ● | ■ RLinea 2; Linea Miyajima (Shōkō Center-iriguchi)                                          | Nishi-ku, Hiroshima  | Hiroshima |
| Itsukaichi               | 五日市             | 316.8 | ● | ■ Linea 2; Linea Miyajima (Hiroden-itsukaichi)                                              | Saeki-ku, Hiroshima  | Hiroshima |
| Hatsukaichi              | 廿日市             | 320.2 | - | ■ Linea 2; Linea Miyajima (Hiroden-hatsukaichi)                                             | Hatsukaichi          | Hiroshima |
| Miyauchi-Kushido         | 宮内串戸           | 321.8 | ● | ■ Linea 2; Linea Miyajima (Miyauchi)                                                        | Hatsukaichi          | Hiroshima |
| Ajina                    | 阿品               | 324.8 | - | ■ Linea 2; Linea Miyajima (Hiroden-ajina)                                                   | Hatsukaichi          | Hiroshima |
| Miyajimaguchi            | 宮島口             | 326.5 | ● | ■ Linea 2; Linea Miyajima (Hiroden-miyajima-guchi) Traghetto JR Miyajima                    | Hatsukaichi          | Hiroshima |
| Maezora                  | 前空               | 328.3 | - |                                                                                             | Hatsukaichi          | Hiroshima |
| Ōnoura                   | 大野浦             | 331.4 | - |                                                                                             | Hatsukaichi          | Hiroshima |
| Kuba                     | 玖波               | 336.4 | - |                                                                                             | Ōtake                | Hiroshima |
| Ōtake                    | 大竹               | 340.8 | ● |                                                                                             | Ōtake                |           |
| Waki                     | 和木               | 342.3 | - |                                                                                             | Waki, Kuga           | Yamaguchi |
| Iwakuni                  | 岩国               | 346.1 | ● | Linea Gantoku                                                                               | Iwakuni              | Yamaguchi |
| Minami-Iwakuni           | 南岩国             | 350.7 |   |                                                                                             | Iwakuni              | Yamaguchi |
| Fujū                     | 藤生               | 353.4 |   |                                                                                             | Iwakuni              | Yamaguchi |
| Tsuzu                    | 通津               | 358.6 |   |                                                                                             | Iwakuni              | Yamaguchi |
| Yū                       | 由宇               | 361.6 |   |                                                                                             | Iwakuni              | Yamaguchi |
| Kōjiro                   | 神代               | 366.8 |   |                                                                                             | Iwakuni              | Yamaguchi |
| Ōbatake                  | 大畠               | 371.9 |   |                                                                                             | Yanai                | Yamaguchi |
| Yanaiminato              | 柳井港             | 376.4 |   |                                                                                             | Yanai                | Yamaguchi |
| Yanai                    | 柳井               | 379.2 |   |                                                                                             | Yanai                | Yamaguchi |
| Tabuse                   | 田布施             | 385.4 |   |                                                                                             | Tabuse, Kumage       | Yamaguchi |
| Iwata                    | 岩田               | 390.9 |   |                                                                                             | Hikari               | Yamaguchi |
| Shimata                  | 島田               | 395.9 |   |                                                                                             | Hikari               | Yamaguchi |
| Hikari                   | 光                 | 400.7 |   |                                                                                             | Hikari               | Yamaguchi |
| Kudamatsu                | 下松               | 406.9 |   |                                                                                             | Kudamatsu            | Yamaguchi |
| Kushigahama              | 櫛ヶ浜             | 411.5 |   | Linea Gantoku                                                                               | Shūnan               | Yamaguchi |
| Tokuyama                 | 徳山               | 414.9 |   | Sanyō Shinkansen                                                                            | Shūnan               | Yamaguchi |

### Da Tokuyama a Moji
I treni dell'area metropolitana di Hiroshima fermano in tutte le stazioni della sezione.
| Nome Stazione       | Giapponese | Distanza Totale | Collegamenti                               | Posizione          | Posizione |
| JR West             | JR West    | JR West         | JR West                                    | JR West            | JR West   |
| ------------------- | ---------- | --------------- | ------------------------------------------ | ------------------ | --------- |
| Tokuyama            | 徳山       | 414.9           | Sanyo Shinkansen                           | Shūnan             | Yamaguchi |
| Shinnan-yō          | 新南陽     | 421.9           |                                            | Shūnan             | Yamaguchi |
| Fukugawa            | 福川       | 425.7           |                                            | Shūnan             | Yamaguchi |
| Heta                | 戸田       | 425.7           |                                            | Shūnan             | Yamaguchi |
| Tonomi              | 富海       | 434.2           |                                            | Hōfu               | Yamaguchi |
| Scalo merci di Hōfu | 防府(貨)   | 437.2           |                                            | Hōfu               | Yamaguchi |
| Hōfu                | 防府       | 441.4           |                                            | Hōfu               | Yamaguchi |
| Daidō               | 大道       | 449.2           |                                            | Hōfu               | Yamaguchi |
| Yotsutsuji          | 四辻       | 454.0           |                                            | Yamaguchi          | Yamaguchi |
| Shin-Yamaguchi      | 新山口     | 459.2           | Sanyō Shinkansen Linea Ube Linea Yamaguchi | Yamaguchi          | Yamaguchi |
| Kagawa              | 嘉川       | 463.2           |                                            | Yamaguchi          | Yamaguchi |
| Hon-Yura            | 本由良     | 467.7           |                                            | Yamaguchi          | Yamaguchi |
| Kotō                | 厚東       | 478.0           |                                            | Ube                | Yamaguchi |
| Ube                 | 宇部       | 484.5           | Linea Ube                                  | Ube                | Yamaguchi |
| Onoda               | 小野田     | 488.0           | Linea Onoda                                | Sanyōonoda         | Yamaguchi |
| Asa                 | 厚狭       | 494.3           | Linea Mine Sanyō Shinkansen                | Sanyōonoda         | Yamaguchi |
| Habu                | 埴生       | 502.6           |                                            | Sanyōonoda         | Yamaguchi |
| Ozuki               | 小月       | 508.8           |                                            | Shimonoseki        | Yamaguchi |
| Chōfu               | 長府       | 515.0           |                                            | Shimonoseki        | Yamaguchi |
| Shin-Shimonoseki    | 新下関     | 520.9           | Sanyō Shinkansen                           | Shimonoseki        | Yamaguchi |
| Hatabu              | 幡生       | 524.6           | Linea principale Sanin                     | Shimonoseki        | Yamaguchi |
| Shimonoseki         | 下関       | 528.1           |                                            | Shimonoseki        | Yamaguchi |
| JR Kyushu           |            |                 |                                            |                    |           |
| Shimonoseki         | 下関       |                 |                                            | Shimonoseki        | Yamaguchi |
| Moji                | 門司       | 534.4           | Linea principale Kagoshima                 | Moji-ku Kitakyūshū | Fukuoka   |